# Uka-no-Mitama
Uka-no-Mitama (宇迦之御魂 ; 倉稲魂) est une divinité (神, kami) shinto de la mythologie japonaise classique. Le nom « Uka » (宇迦), est une terminologie ancienne du terme « uke » (ウケ), désignant la nourriture en générale ou bien les céréales, mais plus particulièrement le riz. Il s’agit donc d’une divinité des récoltes, en particulier du riz. Cela désigne ici plus précisément un « esprit du riz » (稲霊, inadama). « Mi » (御) exprime la notion de mystère et de sacré, et « tama » (魂) celle  « d’âme » ou « d’esprit » (霊, rei) de sorte que le nom signifie « le mystérieux esprit qui réside dans le riz » (稲に宿る神秘な霊). Bien que ni le Kojiki ni le Nihon shoki ne précisent explicitement son sexe, elle est traditionnellement considérée comme une déesse depuis les périodes les plus anciennes,.
Uka-no-Mitama est la divinité principale du sanctuaire Fushimi Inari et est largement vénérée sous l’appellation Inari (稲荷). Toutefois, son nom n’apparaîtra en tant que divinité principale associé au titre « Inari » que tardivement, à partir de l’époque Muromachi. Au sanctuaire d'Ise, elle est cependant vénérée depuis plus longtemps, sous le nom de Mikura no kami (御倉神).

## Mentions dans les sources historiques

### Mythologie des Kojiki et Nihon Shoki
Dans le Kojiki, Uka-no-Mitama apparaît dans la généalogie de Susanoo et est née de son union avec  Kamuo Ichihime, qu’il épousa après Kushinadahime. Elle a pour frère du même père Ootoshi, dieu représentant la récolte annuelle.  
Dans le Nihon Shoki, elle n’apparaît pas dans le texte principal, mais dans le sixième récit sur la naissance des divinités, elle est décrite comme étant née lorsque Izanagi et Izanami étaient affamés et faibles. Cela a conduit à son identification comme divinité associée à la nourriture et aux céréales. Seul son nom est mentionné, que ce soit dans le Kojiki que dans le Nihon Shoki, sans aucun récit de ses actes.  
Le Nihon Shoki indique également que, lors d’une cérémonie sur le champ de bataille menée par l’empereur Jimmu, des offrandes de riz sec furent dédiées à une divinité appelée Itsu-no-Ukano-me, que Motoori Norinaga identifie comme Uka-no-Mitama dans son Kojikiden.  

### Dans le Engishiki norito
Le nom de la divinité « Uka » signifie céréales ou nourriture, et s’assimile à d’autres déesses de la nourriture portant les caractères « Uke » ou « Ke ».  
Dans le Engishiki, apparaîtYafune-Toyouke-hime-no-Mikoto (屋船豊宇気姫命), considérée comme un autre nom de Toyouke-hime. Les notes expliquent que cette divinité sur ces termes : « Cet esprit du riz (稲の霊), est communément désigné dans le monde des Hommes sous le nom d’Uka-no-Mitama ». De même, une autre divinité présente dans le Nihon Shoki désignée sous le nom de Itsu-no-Ukano-me (厳稲魂女), est présentée dans du Nihon Shoki est un esprit du riz (稲の霊), montrant que l’énergie vitale des aliments et le concept même« d’esprit du riz » (稲霊, inadama) étaient déjà perçus comme des concepts associés à la féminité.  

### Dans le Shintō Gobusho

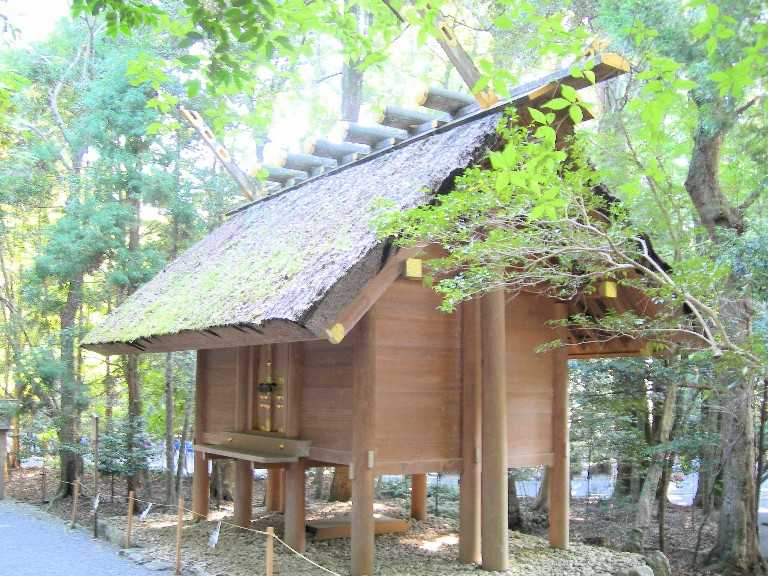
御稲御倉 (Mishine-no-Mikura)
Ise Jingū, Naikū

Le Shintō Gobusho (神道五部書) (jp) compilé à Kamakura à Ise Jingū, liste les principaux sanctuaires et divinités des sanctuaires internes et externes. Dans le Gochinza Denki, pour le Naikū du Sanctuaire d’Ise il est dit que :« « Les trois sièges de Mikura-no-Kami sont: les enfants de Susanoo, la divinité Ukanomitama. Ils sont également désignés sous les noms de専女 (Tōme) ou encoreMiketsu-kami (三狐神). » » Pour le Gekū : « Tsuki-no-Mikura-no-Kami n’est autres que Uka-no-Mitama-no-Kami. Elle est née des divinités Izanagi et Izanami. Elle est également désignée sous les noms Ōgetsuhime et Ukemochi. Il est est de même pour la divinité Miketsu citée dans le Jingi-ka. Mais aussi de Tōme du Kamafukuden. On peut dire que cette Uka-no-Mitama et autres entités spirituelles liées au riz sont toujours autant vénéré dans le  Nord-Ouest. ».
La divinité apparait dans le Kojiki et le Nihon Shoki supervise les repas de Amaterasu et de l’empereur, et est appelées «Miketsu-kami (神饌) ». Le nom « Miketsu-kami  » (三狐神) pour désigner Uka-no-Mitama dérive du mot « kitsune » (狐, Renard) prononcé « ketsu (ne) » dans les dialectes du Kansai.  
Dans le Nihon Shoki, Uka-no-Mitama est écrit avec les caractères (倉稲魂命, « divinité du riz et des greniers »), vénéré à Ise avec ces caractères 御倉神, le caractère 倉 ici suggère qu’elle serait non seulement une divinité des céréales, mais aussi et plus particulièrement des greniers à riz.  

### Textes shintoïstes de la famille Yoshida
Au cours de la période Muromachi, le vice-directeur des rites, Yoshida Kanekura, dans son Shinmei-chō tōchū (神名帳頭註) mentionne le sanctuaire Fushimi Inari de Kyoto :« « Sanctuaire principal. Ukanomitama-no-Kami. Fille de Susanoo, mère : Ōichi-hime. Il s’agit de la divinité qui éurait semé les cent céréales. D’où le nom d’Inari. » ». Ce même auteur dans le Nijūni-sha Chūshiki (二十二社註式) déclare : « « Chūsha. Ukanomitama-no-Mikoto. Elle a semé les cent céréales. Aussi nommée Toyouke-hime. Identique à Hirose Daimyōjin du Yamato et au Gekū d’Ise. Nommée Hime-Daimyōjin. » ». Durant les périodes Heian et Kamakura, les divinités associées au titre Inari étaient  généralement des entités féminines, toutefois, le nom Uka-no-Mitama en tant que divinité principale d’Inari n’apparaîtra réellement que durant la période Muromachi. La plus ancienne trace relatives à Inari est inscrite dans une partie du Yamashiro-kuni Fudoki (山城国風土記), associant la divinité au riz et donc à Uka-no-Mitama.  

### Chroniques du sanctuaire Fushimi Inari

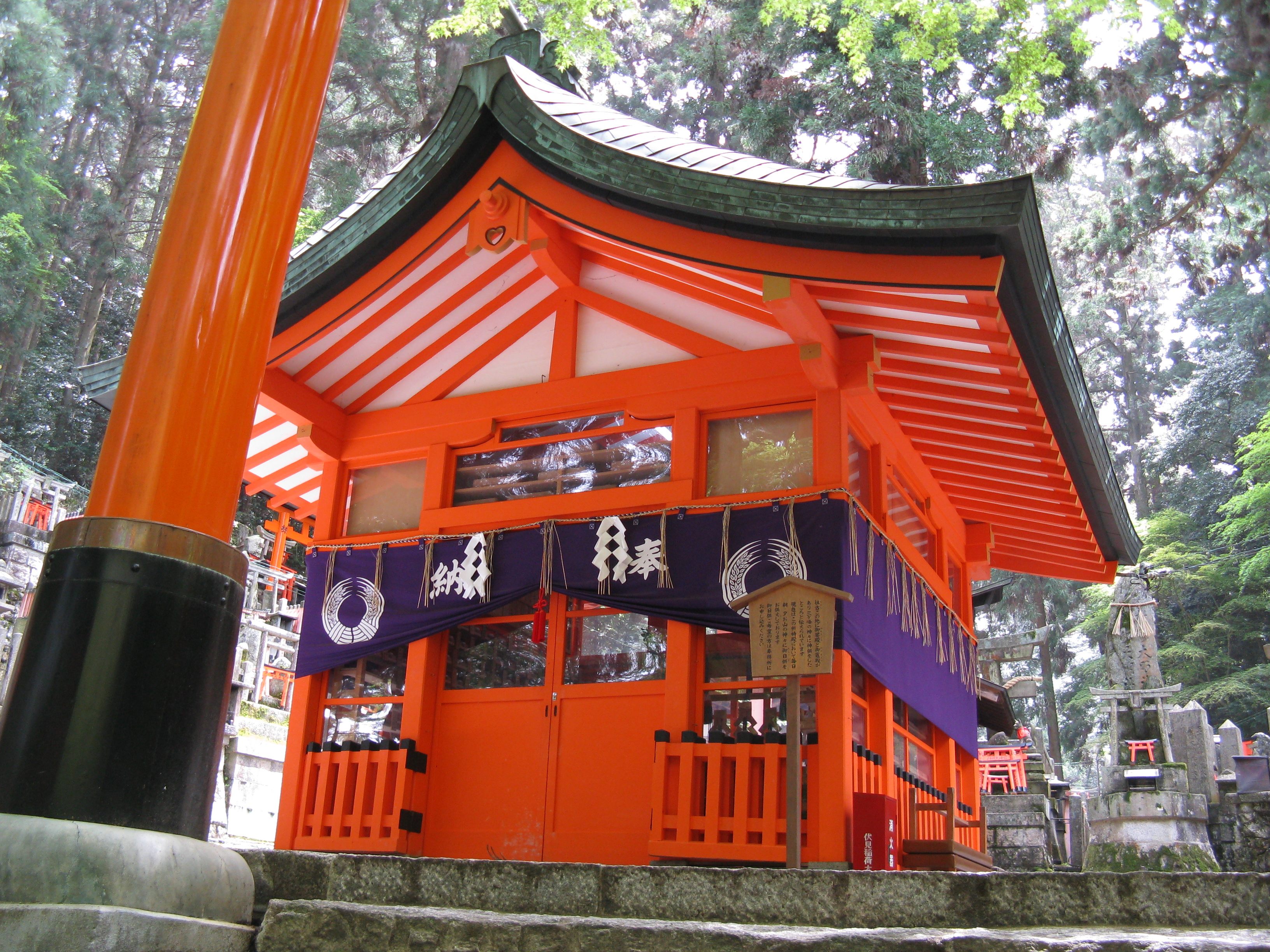
Fushimi Inari, lieu de culte Gozendani
(ancien emplacement du Chūsha)

Au cours de la période Edo, diverses chroniques du sanctuaire Fushimi Inari vont voir le jour, telles que le Suidai-ki (水台記) désignent la divinité principale des trois sanctuaires Inari comme Uka-no-Mitama (parfois écrit sous les termes 天倉稲魂命 (Amanokura-inadama-no-Mikoto) ou encore 若倉稲姫魂命 (Wakakura-inahime-no-mitama-no-Mikoto). Originellement, le sanctuaire Chūsha se situait auparavant sur la montagne d’Inari, mais, il est devenu le sanctuaire Shimosha au cours de de la période Edo tardif.  
Les noms des deux autres divinités varient selon les sources ; le trio actuel de divinité composé d’Uka-no-Mitama,Satahiko (jp) et Ōmiyanome (ja)) ne s’est fixée qu’au cours de l’ère Meiji.  
Dans les récits de Tō-ji, un vieillard portant un faisceau de riz a été identifié comme Uka-no-Mitama, mais cette association date de l’époque moderne. Dans les chroniques médiévales de Tō-ji, ce vieillard n’avait pas de nom propre et était situé au sanctuaire Jōsha de la montagne d’Inari. Dans le Inari Goshodai Kiji (稲荷五所大事聞書) transmis sur le mont Kōya, ce vieillard est désigné sous le nom de Tataramochio.  

## Arbre généalogique
|                                             |                                             |                                             |                                             |                                             |                                             |                              |                              |                                    |                                    |                                    |                                    | Ōyamatsumi,                        | Ōyamatsumi,                        | Ōyamatsumi,                   | Ōyamatsumi,                   | Ōyamatsumi,                   | Ōyamatsumi,                   |                             |                             |                             |                             | Susanoo,:277                   | Susanoo,:277                   | Susanoo,:277                   | Susanoo,:277                   | Susanoo,:277                   | Susanoo,:277                   |                       |                       |                        |                        |                        |                        |                        |                        |                      |                      |                            |                            |                            |                            |                            |                            |
|                                             |                                             |                                             |                                             |                                             |                                             |                              |                              |                                    |                                    |                                    |                                    | Ōyamatsumi,                        | Ōyamatsumi,                        | Ōyamatsumi,                   | Ōyamatsumi,                   | Ōyamatsumi,                   | Ōyamatsumi,                   |                             |                             |                             |                             | Susanoo,:277                   | Susanoo,:277                   | Susanoo,:277                   | Susanoo,:277                   | Susanoo,:277                   | Susanoo,:277                   |                       |                       |                        |                        |                        |                        |                        |                        |                      |                      |                            |                            |                            |                            |                            |                            |
|                                             |                                             |                                             |                                             |                                             |                                             |                              |                              |                                    |                                    |                                    |                                    |                                    |                                    |                               |                               |                               |                               |                             |                             |                             |                             |                                |                                |                                |                                |                                |                                |                       |                       |                        |                        |                        |                        |                        |                        |                      |                      |                            |                            |                            |                            |                            |                            |
|                                             |                                             |                                             |                                             |                                             |                                             |                              |                              |                                    |                                    |                                    |                                    |                                    |                                    |                               |                               |                               |                               |                             |                             |                             |                             |                                |                                |                                |                                |                                |                                |                       |                       | Kamuo Ichihime (en),   |                        |                        |                        |                        |                        |                      |                      |                            |                            |                            |                            |                            |                            |
|                                             |                                             |                                             |                                             |                                             |                                             |                              |                              |                                    |                                    |                                    |                                    |                                    |                                    |                               |                               |                               |                               |                             |                             |                             |                             |                                |                                |                                |                                |                                |                                |                       |                       |                        |                        |                        |                        |                        |                        |                      |                      |                            |                            |                            |                            |                            |                            |
|                                             |                                             |                                             |                                             |                                             |                                             |                              |                              |                                    |                                    |                                    |                                    |                                    |                                    |                               |                               |                               |                               |                             |                             |                             |                             |                                |                                |                                |                                |                                |                                |                       |                       |                        |                        |                        |                        |                        |                        |                      |                      |                            |                            |                            |                            |                            |                            |
|                                             |                                             |                                             |                                             |                                             |                                             |                              |                              |                                    |                                    |                                    |                                    |                                    |                                    |                               |                               |                               |                               |                             |                             |                             |                             |                                |                                |                                |                                |                                |                                |                       |                       |                        |                        |                        |                        |                        |                        |                      |                      |                            |                            |                            |                            |                            |                            |
|                                             |                                             | Konohanachiru-hime (en),:277                | Konohanachiru-hime (en),:277                | Konohanachiru-hime (en),:277                | Konohanachiru-hime (en),:277                | Konohanachiru-hime (en),:277 | Konohanachiru-hime (en),:277 | Ashinazuchi (en),                  | Ashinazuchi (en),                  | Ashinazuchi (en),                  | Ashinazuchi (en),                  | Ashinazuchi (en),                  | Ashinazuchi (en),                  |                               |                               | Tenazuchi (en)                | Tenazuchi (en)                | Tenazuchi (en)              | Tenazuchi (en)              | Tenazuchi (en)              | Tenazuchi (en)              |                                |                                |                                |                                | Toshigami,                     | Toshigami,                     | Toshigami,            | Toshigami,            | Toshigami,             | Toshigami,             |                        |                        | Ukanomitama, (Inari)   | Ukanomitama, (Inari)   | Ukanomitama, (Inari) | Ukanomitama, (Inari) | Ukanomitama, (Inari)       | Ukanomitama, (Inari)       |                            |                            |                            |                            |
|                                             |                                             | Konohanachiru-hime (en),:277                | Konohanachiru-hime (en),:277                | Konohanachiru-hime (en),:277                | Konohanachiru-hime (en),:277                | Konohanachiru-hime (en),:277 | Konohanachiru-hime (en),:277 | Ashinazuchi (en),                  | Ashinazuchi (en),                  | Ashinazuchi (en),                  | Ashinazuchi (en),                  | Ashinazuchi (en),                  | Ashinazuchi (en),                  |                               |                               | Tenazuchi (en)                | Tenazuchi (en)                | Tenazuchi (en)              | Tenazuchi (en)              | Tenazuchi (en)              | Tenazuchi (en)              |                                |                                |                                |                                | Toshigami,                     | Toshigami,                     | Toshigami,            | Toshigami,            | Toshigami,             | Toshigami,             |                        |                        | Ukanomitama, (Inari)   | Ukanomitama, (Inari)   | Ukanomitama, (Inari) | Ukanomitama, (Inari) | Ukanomitama, (Inari)       | Ukanomitama, (Inari)       |                            |                            |                            |                            |
|                                             |                                             |                                             |                                             |                                             |                                             |                              |                              |                                    |                                    |                                    |                                    |                                    |                                    |                               |                               |                               |                               |                             |                             |                             |                             |                                |                                |                                |                                |                                |                                |                       |                       |                        |                        |                        |                        |                        |                        |                      |                      |                            |                            |                            |                            |                            |                            |
|                                             |                                             |                                             |                                             |                                             |                                             |                              |                              |                                    |                                    |                                    |                                    |                                    |                                    |                               |                               |                               |                               |                             |                             |                             |                             |                                |                                |                                |                                | Oyamakui (en)                  |                                |                       |                       |                        |                        |                        |                        |                        |                        |                      |                      |                            |                            |                            |                            |                            |                            |
|                                             |                                             |                                             |                                             |                                             |                                             |                              |                              |                                    |                                    |                                    |                                    | Kushinadahime,:277                 |                                    |                               |                               |                               |                               |                             |                             |                             |                             |                                |                                |                                |                                |                                |                                |                       |                       |                        |                        |                        |                        |                        |                        |                      |                      |                            |                            |                            |                            |                            |                            |
|                                             |                                             |                                             |                                             |                                             |                                             |                              |                              |                                    |                                    |                                    |                                    |                                    |                                    |                               |                               |                               |                               |                             |                             |                             |                             |                                |                                |                                |                                |                                |                                |                       |                       |                        |                        |                        |                        |                        |                        |                      |                      |                            |                            |                            |                            |                            |                            |
|                                             |                                             |                                             |                                             |                                             |                                             |                              |                              |                                    |                                    |                                    |                                    |                                    |                                    |                               |                               |                               |                               |                             |                             |                             |                             |                                |                                |                                |                                |                                |                                |                       |                       |                        |                        |                        |                        |                        |                        |                      |                      |                            |                            |                            |                            |                            |                            |
|                                             |                                             |                                             |                                             |                                             |                                             |                              |                              |                                    |                                    |                                    |                                    |                                    |                                    |                               |                               |                               |                               |                             |                             |                             |                             | Yashimajinumi (en),:277        |                                |                                |                                |                                |                                |                       |                       |                        |                        |                        |                        |                        |                        |                      |                      |                            |                            |                            |                            |                            |                            |
|                                             |                                             |                                             |                                             |                                             |                                             |                              |                              |                                    |                                    |                                    |                                    |                                    |                                    |                               |                               |                               |                               |                             |                             |                             |                             |                                |                                |                                |                                |                                |                                |                       |                       |                        |                        |                        |                        |                        |                        |                      |                      |                            |                            |                            |                            |                            |                            |
|                                             |                                             |                                             |                                             |                                             |                                             |                              |                              |                                    |                                    |                                    |                                    |                                    |                                    |                               |                               |                               |                               |                             |                             |                             |                             |                                |                                |                                |                                |                                |                                |                       |                       |                        |                        |                        |                        |                        |                        |                      |                      |                            |                            |                            |                            |                            |                            |
|                                             |                                             | Kagutsuchi                                  |                                             |                                             |                                             |                              |                              |                                    |                                    |                                    |                                    |                                    |                                    |                               |                               |                               |                               |                             |                             |                             |                             |                                |                                |                                |                                |                                |                                |                       |                       |                        |                        |                        |                        |                        |                        |                      |                      |                            |                            |                            |                            |                            |                            |
|                                             |                                             |                                             |                                             |                                             |                                             |                              |                              |                                    |                                    |                                    |                                    |                                    |                                    |                               |                               |                               |                               |                             |                             |                             |                             |                                |                                |                                |                                |                                |                                |                       |                       |                        |                        |                        |                        |                        |                        |                      |                      |                            |                            |                            |                            |                            |                            |
|                                             |                                             | Kuraokami (en)                              |                                             |                                             |                                             |                              |                              |                                    |                                    |                                    |                                    |                                    |                                    |                               |                               |                               |                               |                             |                             |                             |                             |                                |                                |                                |                                |                                |                                |                       |                       |                        |                        |                        |                        |                        |                        |                      |                      |                            |                            |                            |                            |                            |                            |
|                                             |                                             |                                             |                                             |                                             |                                             |                              |                              |                                    |                                    |                                    |                                    |                                    |                                    |                               |                               |                               |                               |                             |                             |                             |                             |                                |                                |                                |                                |                                |                                |                       |                       |                        |                        |                        |                        |                        |                        |                      |                      |                            |                            |                            |                            |                            |                            |
|                                             |                                             | Hikawahime,:278                             | Hikawahime,:278                             | Hikawahime,:278                             | Hikawahime,:278                             | Hikawahime,:278              | Hikawahime,:278              |                                    |                                    |                                    |                                    | Fuha-no-Mojikunusunu (ja):278      | Fuha-no-Mojikunusunu (ja):278      | Fuha-no-Mojikunusunu (ja):278 | Fuha-no-Mojikunusunu (ja):278 | Fuha-no-Mojikunusunu (ja):278 | Fuha-no-Mojikunusunu (ja):278 |                             |                             |                             |                             |                                |                                |                                |                                |                                |                                |                       |                       |                        |                        |                        |                        |                        |                        |                      |                      |                            |                            |                            |                            |                            |                            |
|                                             |                                             | Hikawahime,:278                             | Hikawahime,:278                             | Hikawahime,:278                             | Hikawahime,:278                             | Hikawahime,:278              | Hikawahime,:278              |                                    |                                    |                                    |                                    | Fuha-no-Mojikunusunu (ja):278      | Fuha-no-Mojikunusunu (ja):278      | Fuha-no-Mojikunusunu (ja):278 | Fuha-no-Mojikunusunu (ja):278 | Fuha-no-Mojikunusunu (ja):278 | Fuha-no-Mojikunusunu (ja):278 |                             |                             |                             |                             |                                |                                |                                |                                |                                |                                |                       |                       |                        |                        |                        |                        |                        |                        |                      |                      |                            |                            |                            |                            |                            |                            |
|                                             |                                             |                                             |                                             |                                             |                                             |                              |                              |                                    |                                    |                                    |                                    |                                    |                                    |                               |                               |                               |                               |                             |                             |                             |                             |                                |                                |                                |                                |                                |                                |                       |                       |                        |                        |                        |                        |                        |                        |                      |                      |                            |                            |                            |                            |                            |                            |
|                                             |                                             |                                             |                                             |                                             |                                             |                              |                              | Fukabuchi-no-Mizuyarehana (ja):278 | Fukabuchi-no-Mizuyarehana (ja):278 | Fukabuchi-no-Mizuyarehana (ja):278 | Fukabuchi-no-Mizuyarehana (ja):278 | Fukabuchi-no-Mizuyarehana (ja):278 | Fukabuchi-no-Mizuyarehana (ja):278 |                               |                               | Ame-no-Tsudoechine (ja):278   | Ame-no-Tsudoechine (ja):278   | Ame-no-Tsudoechine (ja):278 | Ame-no-Tsudoechine (ja):278 | Ame-no-Tsudoechine (ja):278 | Ame-no-Tsudoechine (ja):278 |                                |                                | Funozuno:278                   | Funozuno:278                   | Funozuno:278                   | Funozuno:278                   | Funozuno:278          | Funozuno:278          |                        |                        |                        |                        |                        |                        |                      |                      |                            |                            |                            |                            |                            |                            |
|                                             |                                             |                                             |                                             |                                             |                                             |                              |                              | Fukabuchi-no-Mizuyarehana (ja):278 | Fukabuchi-no-Mizuyarehana (ja):278 | Fukabuchi-no-Mizuyarehana (ja):278 | Fukabuchi-no-Mizuyarehana (ja):278 | Fukabuchi-no-Mizuyarehana (ja):278 | Fukabuchi-no-Mizuyarehana (ja):278 |                               |                               | Ame-no-Tsudoechine (ja):278   | Ame-no-Tsudoechine (ja):278   | Ame-no-Tsudoechine (ja):278 | Ame-no-Tsudoechine (ja):278 | Ame-no-Tsudoechine (ja):278 | Ame-no-Tsudoechine (ja):278 |                                |                                | Funozuno:278                   | Funozuno:278                   | Funozuno:278                   | Funozuno:278                   | Funozuno:278          | Funozuno:278          |                        |                        |                        |                        |                        |                        |                      |                      |                            |                            |                            |                            |                            |                            |
|                                             |                                             |                                             |                                             |                                             |                                             |                              |                              |                                    |                                    |                                    |                                    |                                    |                                    |                               |                               |                               |                               |                             |                             |                             |                             |                                |                                |                                |                                |                                |                                |                       |                       |                        |                        |                        |                        |                        |                        |                      |                      |                            |                            |                            |                            |                            |                            |
|                                             |                                             | Sashikuni Okami:278                         | Sashikuni Okami:278                         | Sashikuni Okami:278                         | Sashikuni Okami:278                         | Sashikuni Okami:278          | Sashikuni Okami:278          |                                    |                                    |                                    |                                    | Omizunu (en):278                   | Omizunu (en):278                   | Omizunu (en):278              | Omizunu (en):278              | Omizunu (en):278              | Omizunu (en):278              |                             |                             |                             |                             |                                |                                | Futemimi:278                   | Futemimi:278                   | Futemimi:278                   | Futemimi:278                   | Futemimi:278          | Futemimi:278          |                        |                        |                        |                        |                        |                        |                      |                      |                            |                            |                            |                            |                            |                            |
|                                             |                                             | Sashikuni Okami:278                         | Sashikuni Okami:278                         | Sashikuni Okami:278                         | Sashikuni Okami:278                         | Sashikuni Okami:278          | Sashikuni Okami:278          |                                    |                                    |                                    |                                    | Omizunu (en):278                   | Omizunu (en):278                   | Omizunu (en):278              | Omizunu (en):278              | Omizunu (en):278              | Omizunu (en):278              |                             |                             |                             |                             |                                |                                | Futemimi:278                   | Futemimi:278                   | Futemimi:278                   | Futemimi:278                   | Futemimi:278          | Futemimi:278          |                        |                        |                        |                        |                        |                        |                      |                      |                            |                            |                            |                            |                            |                            |
|                                             |                                             |                                             |                                             |                                             |                                             |                              |                              |                                    |                                    |                                    |                                    |                                    |                                    |                               |                               |                               |                               |                             |                             |                             |                             |                                |                                |                                |                                |                                |                                |                       |                       |                        |                        |                        |                        |                        |                        |                      |                      |                            |                            |                            |                            |                            |                            |
|                                             |                                             | Sashikuni Wakahime (ja):278                 | Sashikuni Wakahime (ja):278                 | Sashikuni Wakahime (ja):278                 | Sashikuni Wakahime (ja):278                 | Sashikuni Wakahime (ja):278  | Sashikuni Wakahime (ja):278  |                                    |                                    |                                    |                                    |                                    |                                    |                               |                               |                               |                               | Ame-no-Fuyukinu (en),:278   | Ame-no-Fuyukinu (en),:278   | Ame-no-Fuyukinu (en),:278   | Ame-no-Fuyukinu (en),:278   | Ame-no-Fuyukinu (en),:278      | Ame-no-Fuyukinu (en),:278      |                                |                                |                                |                                |                       |                       | Takamimusubi,          | Takamimusubi,          | Takamimusubi,          | Takamimusubi,          | Takamimusubi,          | Takamimusubi,          |                      |                      |                            |                            |                            |                            |                            |                            |
|                                             |                                             | Sashikuni Wakahime (ja):278                 | Sashikuni Wakahime (ja):278                 | Sashikuni Wakahime (ja):278                 | Sashikuni Wakahime (ja):278                 | Sashikuni Wakahime (ja):278  | Sashikuni Wakahime (ja):278  |                                    |                                    |                                    |                                    |                                    |                                    |                               |                               |                               |                               | Ame-no-Fuyukinu (en),:278   | Ame-no-Fuyukinu (en),:278   | Ame-no-Fuyukinu (en),:278   | Ame-no-Fuyukinu (en),:278   | Ame-no-Fuyukinu (en),:278      | Ame-no-Fuyukinu (en),:278      |                                |                                |                                |                                |                       |                       | Takamimusubi,          | Takamimusubi,          | Takamimusubi,          | Takamimusubi,          | Takamimusubi,          | Takamimusubi,          |                      |                      |                            |                            |                            |                            |                            |                            |
|                                             |                                             |                                             |                                             |                                             |                                             |                              |                              |                                    |                                    |                                    |                                    |                                    |                                    |                               |                               |                               |                               |                             |                             |                             |                             |                                |                                |                                |                                |                                |                                |                       |                       |                        |                        |                        |                        |                        |                        |                      |                      |                            |                            |                            |                            |                            |                            |
|                                             |                                             |                                             |                                             |                                             |                                             |                              |                              |                                    |                                    |                                    |                                    |                                    |                                    |                               |                               |                               |                               |                             |                             |                             |                             |                                |                                |                                |                                |                                |                                |                       |                       | Futodama (en),         |                        |                        |                        |                        |                        |                      |                      |                            |                            |                            |                            |                            |                            |
|                                             |                                             |                                             |                                             |                                             |                                             |                              |                              |                                    |                                    |                                    |                                    |                                    |                                    |                               |                               |                               |                               |                             |                             |                             |                             |                                |                                |                                |                                |                                |                                |                       |                       |                        |                        |                        |                        |                        |                        |                      |                      |                            |                            |                            |                            |                            |                            |
|                                             |                                             |                                             |                                             |                                             |                                             |                              |                              |                                    |                                    |                                    |                                    |                                    |                                    |                               |                               |                               |                               |                             |                             |                             |                             |                                |                                |                                |                                |                                |                                |                       |                       |                        |                        |                        |                        |                        |                        |                      |                      |                            |                            |                            |                            |                            |                            |
|                                             |                                             | Nunakawahime (en)                           | Nunakawahime (en)                           | Nunakawahime (en)                           | Nunakawahime (en)                           | Nunakawahime (en)            | Nunakawahime (en)            |                                    |                                    |                                    |                                    | Ōkuninushi,:278 (Ōnamuchi)         | Ōkuninushi,:278 (Ōnamuchi)         | Ōkuninushi,:278 (Ōnamuchi)    | Ōkuninushi,:278 (Ōnamuchi)    | Ōkuninushi,:278 (Ōnamuchi)    | Ōkuninushi,:278 (Ōnamuchi)    |                             |                             |                             |                             | Kamotaketsunumi no Mikoto (en) | Kamotaketsunumi no Mikoto (en) | Kamotaketsunumi no Mikoto (en) | Kamotaketsunumi no Mikoto (en) | Kamotaketsunumi no Mikoto (en) | Kamotaketsunumi no Mikoto (en) |                       |                       |                        |                        |                        |                        |                        |                        |                      |                      |                            |                            |                            |                            |                            |                            |
|                                             |                                             | Nunakawahime (en)                           | Nunakawahime (en)                           | Nunakawahime (en)                           | Nunakawahime (en)                           | Nunakawahime (en)            | Nunakawahime (en)            |                                    |                                    |                                    |                                    | Ōkuninushi,:278 (Ōnamuchi)         | Ōkuninushi,:278 (Ōnamuchi)         | Ōkuninushi,:278 (Ōnamuchi)    | Ōkuninushi,:278 (Ōnamuchi)    | Ōkuninushi,:278 (Ōnamuchi)    | Ōkuninushi,:278 (Ōnamuchi)    |                             |                             |                             |                             | Kamotaketsunumi no Mikoto (en) | Kamotaketsunumi no Mikoto (en) | Kamotaketsunumi no Mikoto (en) | Kamotaketsunumi no Mikoto (en) | Kamotaketsunumi no Mikoto (en) | Kamotaketsunumi no Mikoto (en) |                       |                       |                        |                        |                        |                        |                        |                        |                      |                      |                            |                            |                            |                            |                            |                            |
|                                             |                                             |                                             |                                             |                                             |                                             |                              |                              |                                    |                                    |                                    |                                    |                                    |                                    |                               |                               |                               |                               |                             |                             |                             |                             |                                |                                |                                |                                |                                |                                |                       |                       |                        |                        |                        |                        |                        |                        |                      |                      |                            |                            |                            |                            |                            |                            |
|                                             |                                             |                                             |                                             |                                             |                                             |                              |                              |                                    |                                    |                                    |                                    |                                    |                                    |                               |                               |                               |                               |                             |                             |                             |                             |                                |                                |                                |                                |                                |                                |                       |                       |                        |                        |                        |                        |                        |                        |                      |                      |                            |                            |                            |                            |                            |                            |
|                                             |                                             |                                             |                                             |                                             |                                             |                              |                              |                                    |                                    |                                    |                                    |                                    |                                    |                               |                               |                               |                               |                             |                             |                             |                             |                                |                                |                                |                                |                                |                                |                       |                       |                        |                        |                        |                        |                        |                        |                      |                      |                            |                            |                            |                            |                            |                            |
|                                             |                                             |                                             |                                             |                                             |                                             |                              |                              | Kotoshironushi,                    | Kotoshironushi,                    | Kotoshironushi,                    | Kotoshironushi,                    | Kotoshironushi,                    | Kotoshironushi,                    |                               |                               |                               |                               |                             |                             |                             |                             | Tamakushi-hime (en)            | Tamakushi-hime (en)            | Tamakushi-hime (en)            | Tamakushi-hime (en)            | Tamakushi-hime (en)            | Tamakushi-hime (en)            |                       |                       | Takeminakata (en),     | Takeminakata (en),     | Takeminakata (en),     | Takeminakata (en),     | Takeminakata (en),     | Takeminakata (en),     |                      |                      | Clan Susa (en)             | Clan Susa (en)             | Clan Susa (en)             | Clan Susa (en)             | Clan Susa (en)             | Clan Susa (en)             |
|                                             |                                             |                                             |                                             |                                             |                                             |                              |                              | Kotoshironushi,                    | Kotoshironushi,                    | Kotoshironushi,                    | Kotoshironushi,                    | Kotoshironushi,                    | Kotoshironushi,                    |                               |                               |                               |                               |                             |                             |                             |                             | Tamakushi-hime (en)            | Tamakushi-hime (en)            | Tamakushi-hime (en)            | Tamakushi-hime (en)            | Tamakushi-hime (en)            | Tamakushi-hime (en)            |                       |                       | Takeminakata (en),     | Takeminakata (en),     | Takeminakata (en),     | Takeminakata (en),     | Takeminakata (en),     | Takeminakata (en),     |                      |                      | Clan Susa (en)             | Clan Susa (en)             | Clan Susa (en)             | Clan Susa (en)             | Clan Susa (en)             | Clan Susa (en)             |
|                                             |                                             |                                             |                                             | EMPEREURS JAPONAIS                          |                                             |                              |                              |                                    |                                    |                                    |                                    |                                    |                                    |                               |                               |                               |                               |                             |                             |                             |                             |                                |                                |                                |                                |                                |                                |                       |                       |                        |                        |                        |                        |                        |                        |                      |                      |                            |                            |                            |                            |                            |                            |
|                                             |                                             |                                             |                                             |                                             |                                             |                              |                              |                                    |                                    |                                    |                                    |                                    |                                    |                               |                               |                               |                               |                             |                             |                             |                             |                                |                                |                                |                                |                                |                                |                       |                       |                        |                        |                        |                        |                        |                        |                      |                      |                            |                            |                            |                            |                            |                            |
| 711–585 BC l'Empereur Jinmu 660–585 BC(1)   | 711–585 BC l'Empereur Jinmu 660–585 BC(1)   | 711–585 BC l'Empereur Jinmu 660–585 BC(1)   | 711–585 BC l'Empereur Jinmu 660–585 BC(1)   | 711–585 BC l'Empereur Jinmu 660–585 BC(1)   | 711–585 BC l'Empereur Jinmu 660–585 BC(1)   |                              |                              | Himetataraisuzu-hime               | Himetataraisuzu-hime               | Himetataraisuzu-hime               | Himetataraisuzu-hime               | Himetataraisuzu-hime               | Himetataraisuzu-hime               |                               |                               |                               |                               |                             |                             |                             |                             |                                |                                |                                |                                |                                |                                |                       |                       | Kamo no Okimi (en),    | Kamo no Okimi (en),    | Kamo no Okimi (en),    | Kamo no Okimi (en),    | Kamo no Okimi (en),    | Kamo no Okimi (en),    |                      |                      | Mirahime (ja)              | Mirahime (ja)              | Mirahime (ja)              | Mirahime (ja)              | Mirahime (ja)              | Mirahime (ja)              |
| 711–585 BC l'Empereur Jinmu 660–585 BC(1)   | 711–585 BC l'Empereur Jinmu 660–585 BC(1)   | 711–585 BC l'Empereur Jinmu 660–585 BC(1)   | 711–585 BC l'Empereur Jinmu 660–585 BC(1)   | 711–585 BC l'Empereur Jinmu 660–585 BC(1)   | 711–585 BC l'Empereur Jinmu 660–585 BC(1)   |                              |                              | Himetataraisuzu-hime               | Himetataraisuzu-hime               | Himetataraisuzu-hime               | Himetataraisuzu-hime               | Himetataraisuzu-hime               | Himetataraisuzu-hime               |                               |                               |                               |                               |                             |                             |                             |                             |                                |                                |                                |                                |                                |                                |                       |                       | Kamo no Okimi (en),    | Kamo no Okimi (en),    | Kamo no Okimi (en),    | Kamo no Okimi (en),    | Kamo no Okimi (en),    | Kamo no Okimi (en),    |                      |                      | Mirahime (ja)              | Mirahime (ja)              | Mirahime (ja)              | Mirahime (ja)              | Mirahime (ja)              | Mirahime (ja)              |
|                                             |                                             |                                             |                                             |                                             |                                             |                              |                              |                                    |                                    |                                    |                                    |                                    |                                    |                               |                               |                               |                               |                             |                             |                             |                             |                                |                                |                                |                                |                                |                                |                       |                       |                        |                        |                        |                        |                        |                        |                      |                      |                            |                            |                            |                            |                            |                            |
|                                             |                                             |                                             |                                             |                                             |                                             |                              |                              |                                    |                                    |                                    |                                    |                                    |                                    |                               |                               |                               |                               |                             |                             |                             |                             |                                |                                |                                |                                |                                |                                |                       |                       |                        |                        |                        |                        |                        |                        |                      |                      |                            |                            |                            |                            |                            |                            |
|                                             |                                             |                                             |                                             |                                             |                                             |                              |                              |                                    |                                    |                                    |                                    |                                    |                                    |                               |                               |                               |                               |                             |                             |                             |                             |                                |                                |                                |                                |                                |                                |                       |                       |                        |                        |                        |                        |                        |                        |                      |                      |                            |                            |                            |                            |                            |                            |
|                                             |                                             |                                             |                                             |                                             |                                             |                              |                              |                                    |                                    |                                    |                                    |                                    |                                    |                               |                               |                               |                               |                             |                             |                             |                             |                                |                                |                                |                                |                                |                                |                       |                       |                        |                        |                        |                        |                        |                        |                      |                      |                            |                            |                            |                            |                            |                            |
| 632–549 BC l'Empereur Suizei, 581–549 BC(2) | 632–549 BC l'Empereur Suizei, 581–549 BC(2) | 632–549 BC l'Empereur Suizei, 581–549 BC(2) | 632–549 BC l'Empereur Suizei, 581–549 BC(2) | 632–549 BC l'Empereur Suizei, 581–549 BC(2) | 632–549 BC l'Empereur Suizei, 581–549 BC(2) |                              |                              | Isuzuyori-hime (en),               | Isuzuyori-hime (en),               | Isuzuyori-hime (en),               | Isuzuyori-hime (en),               | Isuzuyori-hime (en),               | Isuzuyori-hime (en),               |                               |                               | Hikoyai (en),                 | Hikoyai (en),                 | Hikoyai (en),               | Hikoyai (en),               | Hikoyai (en),               | Hikoyai (en),               |                                |                                | Kamuyaimimi, d.577 BC          | Kamuyaimimi, d.577 BC          | Kamuyaimimi, d.577 BC          | Kamuyaimimi, d.577 BC          | Kamuyaimimi, d.577 BC | Kamuyaimimi, d.577 BC | Clan Miwa et Clan Kamo | Clan Miwa et Clan Kamo | Clan Miwa et Clan Kamo | Clan Miwa et Clan Kamo | Clan Miwa et Clan Kamo | Clan Miwa et Clan Kamo |                      |                      | Nunasokonakatsu-hime (en), | Nunasokonakatsu-hime (en), | Nunasokonakatsu-hime (en), | Nunasokonakatsu-hime (en), | Nunasokonakatsu-hime (en), | Nunasokonakatsu-hime (en), |
| 632–549 BC l'Empereur Suizei, 581–549 BC(2) | 632–549 BC l'Empereur Suizei, 581–549 BC(2) | 632–549 BC l'Empereur Suizei, 581–549 BC(2) | 632–549 BC l'Empereur Suizei, 581–549 BC(2) | 632–549 BC l'Empereur Suizei, 581–549 BC(2) | 632–549 BC l'Empereur Suizei, 581–549 BC(2) |                              |                              | Isuzuyori-hime (en),               | Isuzuyori-hime (en),               | Isuzuyori-hime (en),               | Isuzuyori-hime (en),               | Isuzuyori-hime (en),               | Isuzuyori-hime (en),               |                               |                               | Hikoyai (en),                 | Hikoyai (en),                 | Hikoyai (en),               | Hikoyai (en),               | Hikoyai (en),               | Hikoyai (en),               |                                |                                | Kamuyaimimi, d.577 BC          | Kamuyaimimi, d.577 BC          | Kamuyaimimi, d.577 BC          | Kamuyaimimi, d.577 BC          | Kamuyaimimi, d.577 BC | Kamuyaimimi, d.577 BC | Clan Miwa et Clan Kamo | Clan Miwa et Clan Kamo | Clan Miwa et Clan Kamo | Clan Miwa et Clan Kamo | Clan Miwa et Clan Kamo | Clan Miwa et Clan Kamo |                      |                      | Nunasokonakatsu-hime (en), | Nunasokonakatsu-hime (en), | Nunasokonakatsu-hime (en), | Nunasokonakatsu-hime (en), | Nunasokonakatsu-hime (en), | Nunasokonakatsu-hime (en), |
|                                             |                                             |                                             |                                             |                                             |                                             |                              |                              |                                    |                                    |                                    |                                    |                                    |                                    |                               |                               |                               |                               |                             |                             |                             |                             |                                |                                |                                |                                |                                |                                |                       |                       |                        |                        |                        |                        |                        |                        |                      |                      |                            |                            |                            |                            |                            |                            |
|                                             |                                             |                                             |                                             | Maison impériale du Japon                   | Maison impériale du Japon                   | Maison impériale du Japon    | Maison impériale du Japon    | Maison impériale du Japon          | Maison impériale du Japon          |                                    |                                    |                                    |                                    |                               |                               |                               |                               |                             |                             |                             |                             |                                |                                | Clan Ō, et Clan Aso            | Clan Ō, et Clan Aso            | Clan Ō, et Clan Aso            | Clan Ō, et Clan Aso            | Clan Ō, et Clan Aso   | Clan Ō, et Clan Aso   |                        |                        |                        |                        |                        |                        |                      |                      |                            |                            |                            |                            |                            |                            |